# DubaiSat-1
ДубайСат-1 (англ. DubaiSat-1) — спутник дистанционного зондирования Земли, изготовлен по заказу Национального института перспективной науки и техники (EIAST)(ОАЭ) южнокорейской фирмой Satrec Initiative, предназначен для мониторинга климатических явлений и окружающей среды. Спутник запущен 29 июля 2009 с космодрома Байконур с помощью ракеты-носителя Днепр. Одновременно с ним на орбиту были выведены пять спутников — испанские NanoSat-1B и Deimos-1, американские спутники AprizeSat-3 и 4 и британский спутник UK DMC-2.

## Конструкция и характеристики
ДубайСат-1 создан на базе платформы SI-200, масса его примерно 190 кг. 
Аппарат имеет форму шестигранной призмы. Система стабилизации трёхосная.

### Характеристики
- Масса - 190-200 кг
- Максимальный диаметр – 1,2 м.
- Высота – 1,35 м
- Стоимость изготовления – 49,3 млн долл.
- Срок активного существования — 5 лет

### Оборудование
Для выполнения своих непосредственных обязанностей на нём смонтирована оптико-электронная аппаратура DMAC (от англ. DubaiSat Medium-sized Aperture Camera), позволяющая работать спутнику в двух режимах: панхроматическом (чёрно-белом) с разрешающей способностью 2,5 метра и в многоспектральном (цветном) с разрешающей способностью 5 метров. 
Монитор космической радиации SRM для измерения суммарной дозы ионизирующих излучений.

### Система электропитания
Для питания систем спутника на нём смонтированы три панели солнечных батарей, которые выдают до 360 Вт, и аккумуляторная никель-кадмиевая батарея.
Предполагается, что к концу срока эксплуатации аккумуляторная сборка будет иметь ёмкость 14,4 А ч